# Svinö fjärden
Svinö fjärden är en fjärd i Finland. Den ligger i Houtskär i landskapet Egentliga Finland, i den sydvästra delen av landet, 200 km väster om huvudstaden Helsingfors.
Svinö fjärden avgränsas av Svinö i väster, Rosmanskär i nordväst, Korpskär i nordöst, Kalvholm i öster och Hyppeis i söder. Den ansluter till Gloskärs stråket i norr, Djupfjärden i nordöst och Gölpor fjärden i sydöst. Svinö fjärden är den sydligaste delen av förkastningen Stråket.